# Metiljasmonato

Metiljasmonato.
Nome IUPAC: Metil (1R,2R)-3-Oxo-2-(2Z)-2-pentenil-ciclopentanoacetato.
Número CAS: 39924-52-2.

O metiljasmonato (MeJA) é um composto orgânico volátil utilizado pelas plantas para a sua defesa e em diversas vias do seu desenvolvimento como a germinação de sementes, crescimento de raízes, floração, amadurecimento de frutos, e senescência. O metiljasmonato deriva do ácido jasmónico por meio duma reacção catalizada pela enzima S-adenosil-L-metionina: ácido jasmónico carboxilo metiltransferase. O metiljasmonato tem um grupo metil esterificado no  grupo carboxilo do ácido jasmónico. O nome provém do género Jasminum (jasmim) planta da qual se isolaram os jasmonatos.
As plantas produzem ácido jasmónico e metiljasmonato em resposta a muitos stresses bióticos e abióticos (em particular, ao herbivorismo e a ferimentos), que se acumulam nas partes danificadas da planta. O metiljasmonato pode ser utilizado para enviar sinais nos sistemas de defesa da planta atacada ou pode espalhar-se por contacto físico ou através do ar para produzir uma reacção defensiva noutras plantas próximas ainda ilesas. As plantas que ainda não foram danificadas absorvem o metiljasmonato transportado pelo ar através dos seus estomas ou por difusão através do citoplasma das células das folhas. Portanto, um ataque de herbívoros sobre uma planta faz com que produzam metiljasmonato tanto para a defesa interna da própria planta como para usá-lo como composto sinalizador que chegará a outras plantas.
O metiljasmonato pode induzir a planta a produzir muitos tipos dos compostos químicos defensivos como as fotoalexinas (antimicrobianas), nicotina ou inibidores das proteínases. O metiljasmonato activa os genes dos inibidores das proteinases (uma reacção defensiva típica das plantas) por mediação duma via de transdução de sinais mediada por receptor. Os inibidores das proteínases interferem com os processos digestivos dos insectos herbívoros e desincentivam o insecto a voltar a comer essa planta outra vez.
O metiljasmonato foi utilizado para estimular a produção dos canais resiníferos por causas traumáticas nos pinheiros Pinus contorta. Isto pode ser utilizado como defesa contra muitos insectos herbívoros em forma de vacina.
O metiljasmonato é também uma hormona vegetal envolvida no enrolamento das gavinhas, floração, amadurecimento de frutos e desenvolvimento das sementes. Um aumento desta hormona afecta o tempo de floração, morfologia das flores e o número de flores abertas. O metiljasmonato induz a actividade enzimática de formação de etileno, que aumenta a quantidade de etileno até o nível necessário para a maturação dos frutos.
O aumento das quantidades de metiljasmonato nas raízes das plantas inibe o seu crescimento. Supõe-se que os níveis acrescidos de metiljasmonato activam genes que antes não se estavam a expressar nas raízes, o que causa a inibição do crescimento.
O metiljasmonato induz a libertação de citocromo c nas mitocôndrias de células cancerígenas o que provoca a sua morte, mas não danifica as células normais. Mais especificamente, pode causar a morte celular em células de leucemia leucocítica crónica (CLL) de pacientes humanos que foram tratadas em cultivo celular com metiljasmonato. O tratamento de linfócitos de sangue normal isolados não origina a sua morte celular.

## Ligação externas
- Informação geral sobre o metiljasmonato* Jasmonatos: novos agentes anti-cancro que actuam de forma directa e selectiva sobre as mitocôndrias das células cancerosas.
- Jasmonato: fórmula farmacêutica para o tratamento do cancro. US Patent Issued em 22 de outubro de 2002* Hormonas do stress de plantas que suprimem a proliferação e induzem a apoptose em células cancerígenas humanas, Leukemia, Nature, Abril 2002, Volume 16, Número 4, Páginas 608-616* Os Jasmonatos induzem a morte nonapoptótica em células mutantes de alta resistência de linfoma B que expressam p.53, British Journal of Pharmacology (2005) 146, 800–808. doi:10.1038/sj.bjp.0706394; publicado online a 19 de setembro de 2005.